# Filoimea Telito
Sir Filoimea Telito, né le 19 mars 1945 sur l'île de Vaitupu ; mort le 11 juillet 2011, est un pasteur et homme politique des îles Tuvalu. Il fut, du 15 avril 2005 jusqu'en 2010, gouverneur général des Tuvalu.

## Biographie
Telito est un révérend protestant qui a travaillé comme principal du collège de Motufoua sur Vaitapu avant que la reine des Tuvalu, Élisabeth II, ne le nomme au poste de gouverneur général. Il succéda à Faimalaga Luka atteint par la limite d'âge de 65 ans, et occupa le poste pendant cinq ans, avant que Iakoba Italeli ne lui succède.
Il fut, jusqu'à sa mort, président de l'Église chrétienne des Tuvalu (Ekalesia Klisiano Tuvalu), l'Église nationale du pays.
Il décéda d'une crise cardiaque le 11 juillet 2011, et fut inhumé à Funafuti, la capitale, trois jours plus tard. Le gouvernement cessa toute activité le jour des obsèques, en signe de respect.